# Andrew Redmayne
Andrew James Redmayne (ur. 13 stycznia 1989 w Gosfordzie) – australijski piłkarz występujący na pozycji bramkarza w australijskim klubie Sydney FC oraz reprezentacji Australii.
W swojej karierze grał także w AIS, Central Coast Mariners, Brisbane Roar, Melbourne City oraz Western Sydney Wanderers.